# Michael Cole (cầu thủ bóng đá, sinh năm 1937)
Michael Edward Cole (sinh ngày 9 tháng 6 năm 1937) là một cựu cầu thủ bóng đá người Anh thi đấu ở vị trí hậu vệ.

## Sự nghiệp
Cole bắt đầu sự nghiệp tại câu lạc bộ non-league Harwich & Parkeston, trước khi gia nhập Norwich City năm 1955. Cole ở lại câu lạc bộ 3 năm, có 3 lần ra sân tại Football League. Năm 1958, Cole gia nhập Chelmsford City.